# 루커스 닐
루커스 에드워드 닐(영어: Lucas Edward Neill, 1978년 3월 9일, 오스트레일리아 시드니 ~ )는 오스트레일리아의 전 축구 선수이다. 대부분의 경기에서 라이트 백 또는 센터 백으로 뛰었다.
2006년 FIFA 월드컵에서 수비수로 활약한 닐은, 이탈리아와의 16강전에서 경기 종료 직전 페널티 에리어에서 파비오 그로소를 넘어뜨려 실점의 원인을 제공하기도 하였다.
월드컵 종료 후에는 월드컵에서의 활약을 주목한 리버풀, AC 밀란, FC 바르셀로나의 이적 제안을 받기도 하였으나, 높은 이적료를 제시한 웨스트 햄 유나이티드로 이적하였다.
1년 간 웨스트 햄 유나이티드에서 활약한 닐은 2009년 5월, 미들즈브러와의 프리미어리그 경기를 마지막으로 웨스트 햄 유나이티드 유나이티드를 떠나, 에버턴 FC로 이적하였다.
2010년 1월, 그는 에버턴을 떠나서 터키의 갈라타사라이 SK로 이적했다.